# برادلي بيل (كاتب)
برادلي بيل (بالإنجليزية: Bradley Bell)‏ هو كاتب سيناريو أمريكي، ولد في 29 يونيو 1964 في شيكاغو في الولايات المتحدة.

## وصلات خارجية
- برادلي بيل على موقع IMDb (الإنجليزية)
- برادلي بيل على موقع قاعدة بيانات الفيلم (الإنجليزية)
- برادلي بيل على موقع كينوبويسك (الروسية)